# Radiance of Shadows
Radiance of Shadows è l'ottavo album in studio del gruppo musicale canadese Nadja, pubblicato nel 2007.

## Tracce
1. Now I Am Become Death, Destroyer of Worlds – 23:26
2. I Have Tasted the Fire Inside Your Mouth – 27:26
3. Radiance of Shadows – 28:59

## Formazione

### Gruppo
- Aidan Baker – voce, batteria, chitarra, flauto
- Leah Buckareff – voce, basso